# 庫門貝格山
48°19′11″N 16°12′42″E / 48.31972°N 16.21167°E
庫門貝格山（德語：Kumenberg），是奧地利的山峰，位於該國東北部，由下奧地利州負責管轄，屬於維也納林山的一部分，處於聖安德烈-沃爾登，海拔高度285米。